# Marie Isabela Španělská
Marie Isabela Španělská (María Isabel de Borbón y Borbón-Parma; 6. července 1789, Madrid – 13. září 1848, Portici), druhá manželka (ale jediná královna) krále Františka I. Neapolsko-Sicilského.
Marie Isabela byla čtvrtá dcera španělského krále Karla IV. a jeho ženy, Marie Luisy Parmské. Jejími prarodiči byli z otcovy strany Karel III. Španělský a Marie Amálie Saská, a z matčiny strany Filip Parmský a Luisa Alžběta Francouzská. Její dědečkové, Karel III. a Filip Parmský byli bratři, synové Filipa V. Španělského, prvního španělského krále z rodu Bourbonů, a jeho ženy Alžběty Parmské.

## Manželství a potomci
6. července 1802 se Marie Isabela v Barceloně per procura provdala za svého bratrance Františka Neapolsko-Sicilského. František byl vdovec a syn Ferdinanda I., krále obojí Sicílie, a jeho ženy – arcivévodkyně Marie Karoliny Habsbursko-Lotrinské. Ferdinand byl strýcem Marie Isabely, mladším bratrem jejího otce. Marie Isabela odjela do Neapole, poznat svého manžela a 19. srpna 1802 se za něj podruhé provdat. Nevěstě bylo 13 let a ženichovi dvacet pět. Manželství bylo dobré a František se k manželce choval laskavě. Pár měl poté 12 dětí:
- Luisa Šarlota (24. října 1804 – 29. ledna 1844), ⚭ 1819 František de Paula Španělský (10. března 1794 – 13. srpna 1865), španělský infant
- Marie Kristýna (27. dubna 1806 – 22. srpna 1878),
⚭ 1829 Ferdinand VII. (14. října 1784 – 29. září 1833), král španělský v březnu až květnu roku 1808, a poté od roku 1813 až do své smrti
⚭ 1833 Agustín Fernando Muñoz (4. května 1808 – 11. září 1873), 1. vévoda z Riánsares a 1. markýz ze San Agustín, morganatické manželství
- Ferdinand II. (12. ledna 1810 – 22. května 1859), král Obojí Sicílie od roku 1830 až do své smrti,
⚭ 1832 Marie Kristýna Savojská (14. listopadu 1812 – 21. ledna 1836)
⚭ 1837 Marie Terezie Izabela Rakouská (31. července 1816 – 8. srpna 1867)
- Karel Ferdinand (10. listopadu 1811 – 22. dubna 1862), kníže z Capuy, ⚭ 1836 Penelope Smyth (1815-1882), morganatické manželství
- Leopold Benjamin (22. května 1813 – 4. prosince 1860), hrabě ze Syrakus, ⚭ 1837 Maria Vittoria Savojská (29. září 1814 – 2. ledna 1874)
- Marie Antonie (19. prosince 1814 – 7. listopadu 1898), ⚭ 1833 Leopold II. Toskánský (3. října 1797 – 29. ledna 1870), velkovévoda toskánský
- Antonín Pasquale (23. září 1816 – 12. ledna 1843), svobodný a bezdětný
- Marie Amálie (25. února 1818 – 6. listopadu 1857), ⚭ 1832 Sebastian Gabriel Bourbonsko-Braganzský (4. listopadu 1811 – 14. února 1875), portugalský a španělský infant
- Marie Karolina (29. listopadu 1820 – 14. ledna 1861), ⚭ 1850 Karel z Montemolinu (31. ledna 1818 – 13. ledna 1861)
- Tereza Marie (14. března 1822 – 28. prosince 1889), ⚭ 1843 Petr II. (2. prosince 1825 – 5. prosince 1891), brazilský císař od roku 1831 až do své smrti
- Ludvík Karel (19. července 1824 – 5. března 1897), hrabě z Aquily, ⚭ 1844 Januárie Marie Brazilská (11. března 1822 – 13. března 1901)
- František Pavel (13. srpna 1827 – 24. září 1892), hrabě z Trapani, ⚭ 1850 Marie Izabela Toskánská (21. května 1834 – 16. července 1901)

## Vývod z předků
|                         |                           |  |                    |                                       |  |  |  |  |  |  |  | Ludvík Francouzský, Velký Dauphin |
|                         |                           |  |                    |                                       |  |  |  |  |  |  |  |                                   |
|                         | Filip V. Španělský        |  |                    |                                       |  |  |  |  |  |  |  |                                   |
|                         |                           |  |                    |                                       |  |  |  |  |  |  |  |                                   |
|                         |                           |  |                    | Marie Anna Bavorská                   |  |  |  |  |  |  |  |                                   |
|                         |                           |  |                    |                                       |  |  |  |  |  |  |  |                                   |
|                         | Karel III. Španělský      |  |                    |                                       |  |  |  |  |  |  |  |                                   |
|                         |                           |  |                    |                                       |  |  |  |  |  |  |  |                                   |
|                         |                           |  |                    | Eduard Parmský                        |  |  |  |  |  |  |  |                                   |
|                         |                           |  |                    |                                       |  |  |  |  |  |  |  |                                   |
|                         | Alžběta Parmská           |  |                    |                                       |  |  |  |  |  |  |  |                                   |
|                         |                           |  |                    |                                       |  |  |  |  |  |  |  |                                   |
|                         |                           |  |                    | Dorotea Žofie Falcko-Neuburská        |  |  |  |  |  |  |  |                                   |
|                         |                           |  |                    |                                       |  |  |  |  |  |  |  |                                   |
|                         | Karel IV. Španělský       |  |                    |                                       |  |  |  |  |  |  |  |                                   |
|                         |                           |  |                    |                                       |  |  |  |  |  |  |  |                                   |
|                         |                           |  |                    | August II. Silný                      |  |  |  |  |  |  |  |                                   |
|                         |                           |  |                    |                                       |  |  |  |  |  |  |  |                                   |
|                         | August III. Polský        |  |                    |                                       |  |  |  |  |  |  |  |                                   |
|                         |                           |  |                    |                                       |  |  |  |  |  |  |  |                                   |
|                         |                           |  |                    | Kristýna Eberhardýna Hohenzollernská  |  |  |  |  |  |  |  |                                   |
|                         |                           |  |                    |                                       |  |  |  |  |  |  |  |                                   |
|                         | Marie Amálie Saská        |  |                    |                                       |  |  |  |  |  |  |  |                                   |
|                         |                           |  |                    |                                       |  |  |  |  |  |  |  |                                   |
|                         |                           |  |                    | Josef I. Habsburský                   |  |  |  |  |  |  |  |                                   |
|                         |                           |  |                    |                                       |  |  |  |  |  |  |  |                                   |
|                         | Marie Josefa Habsburská   |  |                    |                                       |  |  |  |  |  |  |  |                                   |
|                         |                           |  |                    |                                       |  |  |  |  |  |  |  |                                   |
|                         |                           |  |                    | Amálie Vilemína Brunšvicko-Lüneburská |  |  |  |  |  |  |  |                                   |
|                         |                           |  |                    |                                       |  |  |  |  |  |  |  |                                   |
| Marie Isabela Španělská |                           |  |                    |                                       |  |  |  |  |  |  |  |                                   |
|                         |                           |  |                    |                                       |  |  |  |  |  |  |  |                                   |
|                         |                           |  | Ludvík Francouzský |                                       |  |  |  |  |  |  |  |                                   |
|                         |                           |  |                    |                                       |  |  |  |  |  |  |  |                                   |
|                         | Filip V. Španělský        |  |                    |                                       |  |  |  |  |  |  |  |                                   |
|                         |                           |  |                    |                                       |  |  |  |  |  |  |  |                                   |
|                         |                           |  |                    | Marie Anna Bavorská                   |  |  |  |  |  |  |  |                                   |
|                         |                           |  |                    |                                       |  |  |  |  |  |  |  |                                   |
|                         | Filip Parmský             |  |                    |                                       |  |  |  |  |  |  |  |                                   |
|                         |                           |  |                    |                                       |  |  |  |  |  |  |  |                                   |
|                         |                           |  |                    | Eduard Parmský                        |  |  |  |  |  |  |  |                                   |
|                         |                           |  |                    |                                       |  |  |  |  |  |  |  |                                   |
|                         | Alžběta Parmská           |  |                    |                                       |  |  |  |  |  |  |  |                                   |
|                         |                           |  |                    |                                       |  |  |  |  |  |  |  |                                   |
|                         |                           |  |                    | Dorotea Žofie Falcko-Neuburská        |  |  |  |  |  |  |  |                                   |
|                         |                           |  |                    |                                       |  |  |  |  |  |  |  |                                   |
|                         | Marie Luisa Parmská       |  |                    |                                       |  |  |  |  |  |  |  |                                   |
|                         |                           |  |                    |                                       |  |  |  |  |  |  |  |                                   |
|                         |                           |  |                    | Ludvík Francouzský                    |  |  |  |  |  |  |  |                                   |
|                         |                           |  |                    |                                       |  |  |  |  |  |  |  |                                   |
|                         | Ludvík XV.                |  |                    |                                       |  |  |  |  |  |  |  |                                   |
|                         |                           |  |                    |                                       |  |  |  |  |  |  |  |                                   |
|                         |                           |  |                    | Marie Adelaide Savojská               |  |  |  |  |  |  |  |                                   |
|                         |                           |  |                    |                                       |  |  |  |  |  |  |  |                                   |
|                         | Luisa Alžběta Francouzská |  |                    |                                       |  |  |  |  |  |  |  |                                   |
|                         |                           |  |                    |                                       |  |  |  |  |  |  |  |                                   |
|                         |                           |  |                    | Stanisław Leszczyński                 |  |  |  |  |  |  |  |                                   |
|                         |                           |  |                    |                                       |  |  |  |  |  |  |  |                                   |
|                         | Marie Leszczyńská         |  |                    |                                       |  |  |  |  |  |  |  |                                   |
|                         |                           |  |                    |                                       |  |  |  |  |  |  |  |                                   |
|                         |                           |  |                    | Kateřina Opalinská                    |  |  |  |  |  |  |  |                                   |
|                         |                           |  |                    |                                       |  |  |  |  |  |  |  |                                   |

## Tituly a oslovení
- 6. července 1789 – 6. července 1802: Její Královská Výsost infantka Marie Isabela Španělská
- 6. července 1802 – 4. ledna 1825: Její Královská Výsost vévodkyně z Kalábrie
- 4. ledna 1825 – 8. listopadu 1830: Její Veličenstvo královna obojí Sicílie
- 8. listopadu 1830 – 13. září 1848: Její Veličenstvo královna matka obojí Sicílie